# فرودگاه پینچر کریک
فرودگاه پینچر کریک (به انگلیسی: Pincher Creek Airport) یک فرودگاه همگانی است که یک باند فرود آسفالت دارد و طول باند آن ۲۰۱۱ متر است. این فرودگاه در کشور کانادا قرار دارد و در ارتفاع ۱۱۹۰ متری از سطح دریا واقع شده است.